# Januszowice (gmina Zielonki)
Januszowice – wieś w Polsce, położona w województwie małopolskim, w powiecie krakowskim, w gminie Zielonki, przy drodze wojewódzkiej nr 794.
W Januszowicach znajduje się skalny mur o długości kilkudziesięciu metrów i wysokości do 15 m, z licznymi okapami i nieczynny kamieniołom. W 1936 roku na terenie wsi znaleziono krzemienny toporek i inne krzemienne narzędzia z neolitu.

## Położenie
Januszowice położone są w dolinie przepływającej wzdłuż zachodniej granicy miejscowości rzeki Prądnik (Białucha), lewego dopływu Wisły. Obszar ten według regionalizacji fizycznogeograficznej znajduje się w południowo-wschodniej części Wyżyny Olkuskiej (341.32) należącej do makroregionu Wyżyna Krakowsko-Częstochowska (341.3), w podprowincji Wyżyna Śląsko-Krakowska (341). Wieś znajduje się ponadto w otulinie Ojcowskiego Parku Narodowego, z wyjątkiem wysuniętego najbardziej na południe krańca miejscowości położonego na terenie Parku Krajobrazowego Dolinki Krakowskie.
Po zachodniej stronie wsi przebiega droga wojewódzka nr 794 (Kraków – Skała).
Pod względem administracyjnym Januszowice zlokalizowane są w województwie małopolskim, w powiecie krakowskim, w zachodniej części gminy Zielonki, około 10 km w linii prostej na północ od centrum Krakowa. Graniczą z następującymi miejscowościami:
- Przybysławice (gmina Zielonki) od północy,
- Garliczka (gmina Zielonki) od wschodu,
- Trojanowice (gmina Zielonki) od wschodu i południa,
- Giebułtów (gmina Wielka Wieś) od zachodu,
- Korzkiew (gmina Zielonki) od północnego zachodu.

Biorąc pod uwagę powierzchnię wynoszącą 139,88 ha Januszowice są jedną z mniejszych miejscowości w gminie Zielonki obejmującą 2,88% powierzchni gminy.
Najwyżej położony obszar wsi znajduje się na północnym wschodzie, w pobliżu granicy z Garliczką na wysokości około 331 m n.p.m., najniższy na krańcu południowo-zachodnim w pobliżu ul. Podwikle, w korycie Białuchy, na wysokości około 251 m n.p.m.
W latach 1975–1998 miejscowość należała administracyjnie do województwa krakowskiego.

## Demografia
Liczba mieszkańców Januszowic przekroczyła poziom 300 osób w roku 2015 i ustabilizowała się na poziomie ok. 305–325 osób.
Źródła danych oraz rodzaje (nazwy) i terminy spisów, jeśli dostępne:
- 1787[11];
- 1789[11] – Lustracja dymów i podanie ludności;
- 1808[12] – Spis wojskowy ludności Galicji;
- 1921[13] – Pierwszy Powszechny Spis Ludności – dane na 30. września;
- 1988[14] – Narodowy Spis Powszechny 1988 – dane na 6. grudnia;
- 2002[14] – Narodowy Spis Powszechny Ludności i Mieszkań 2002 – dane na 20. maja;
- 2003, 2004 i 2006[15] oraz 2009–2024[1] – dane własne Urzędu gminy Zielonki na 31. grudnia danego roku.